# Бурел (град)
 Тази статия е за града.  За областта вижте Бурел.  
Бурел (на албански: Burrel или Burreli; други имена Burelë, Mat) е град в Северна Албания, на 91 km северно от Тирана. Административен център е на община Мат.
По данни от 2011 г. населението на града се състои от 10 862 жители, което прави града 21-ви по население в Албания.
Окръгът на Бурел е един от най-големите като територия в Албания. Сред албанците е известен като „земята на кралете“, тъй като Гьон Кастриоти (Иван Кастриоти), бащата на Георги Кастриоти, по-известен като Скендербег, е роден тук. Тогава той е княз на голямата област Епир, която включва и днешният окръг Мат. Други известни личности родени в Бурел са: Ахмед Зогу, първият крал на албанците (роден Ахмед Зоголи, 8 октомври 1895 – 9 април 1961), който управлява като крал Зог I от 1928 до 1939 г. Първоначално той е министър-председател на Албания между 1922 и 1924 г., после и президент на Албания между 1925 и 1928 г.
По време на комунистическия режим Бурел е предимно миньорски град, но днес мините са затворени, а от това време е останал металопреработвателен завод, който продължава да работи.